# Цибульник Суламіф Мойсеївна
Суламі́ф Мойсе́ївна Цибу́льник (25 травня 1913 — 25 грудня 1997) — радянська і українська кінорежисерка єврейського походження, член Спілки кінематографістів України.

## Біографія
Народилася 25 травня 1913 року в місті Овруч Овруцького повіту Волинської губернії Російської імперії (тепер — центр Овруцької міської громади Коростенського району Житомирської області України) в родині бухгалтера.
У 1937 році закінчила Київський інститут кіноінженерів.

Могила Суламіф Цибульник та її родини, Байкове кладовище

Працювала асистентом режисера на кіностудіях Києва й Ашхабада (1939–1945), на Київській кіностудії науково-популярних фільмів (1947–1948), режисером Київської кіностудії художніх фільмів імені Олександра Довженка (1949–1974).
Авторка спогадів про Олександра Довженка, Івана Кавалерідзе, Ігоря Савченка, Сергія Параджанова, Леоніда Бикова, Федора Кричевського та інших.
Чоловік — кінорежисер Ісак Шмарук (1910—1986). Виховали сина.
Жила в Києві, в будинку на вулиці Саксаганського, 24/25. Померла на 85-му році життя 25 грудня 1997 року. Похована на Байковому кладовищі поруч із родиною (ділянка № 47а, 50°25′0.49″ пн. ш. 30°30′1.44″ сх. д. / 50.4168028° пн. ш. 30.5004000° сх. д.).

## Фільмографія
Асистент режисера:
1. 1938: «Сорочинський ярмарок»
2. 1939: «Винищувачі»
3. 1945: «Зигмунд Колосовський»
4. 1948: «Третій удар»

Другий режисер:
1. 1954: ««Богатир» йде в Марто»
2. 1955: «Багаття безсмертя»
3. 1957: «Дорогою ціною»
4. 1957: «Штепсель одружує Тарапуньку»
5. 1973: «Дума про Ковпака»

та інші
Режисер-постановник:
1. 1959: «Хлопчики»
2. 1962: «В мертвій петлі» (у співавторстві з Миколо Ільїнським)
3. 1965: «Немає невідомих солдатів» (Приз ДТСААФ Першого кінофестивалю дитячих та юнацьких стрічок у Харкові)
4. 1968: «Карантин»
5. 1971: «Інспектор карного розшуку»
6. 1973: «Будні карного розшуку»
7. 1985: «За покликом серця» (у співавторстві з Галиною Шигаєвою).